# Darūn Deh
Darūn Deh (persiska: درون ده) är ett samhälle i Iran.   Det ligger i provinsen Kerman, i den sydöstra delen av landet, 1 100 km sydost om huvudstaden Teheran. Darūn Deh ligger 1 036 meter över havet och antalet invånare är 101.
Terrängen runt Darūn Deh är lite kuperad. Runt Darūn Deh är det mycket glesbefolkat, med 7 invånare per kvadratkilometer. Närmaste större samhälle är Sargar, 19,5 km söder om Darūn Deh. Omgivningarna runt Darūn Deh är i huvudsak ett öppet busklandskap.